# Galliena
Galliena montigena es una especie de araña araneomorfa de la familia Cycloctenidae. Es la única especie del género monotípico Galliena.  Es nativa de Java en Indonesia.